# ヘンプクリート

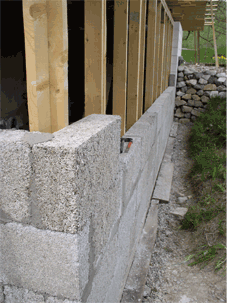
麻で作られた建築用ブロック

ヘンプクリート（Hempcrete）とは、 麻の屑（破片）と石灰（場合により水硬性石灰、砂、ポゾランあるいはセメントなど）の混合物で、建築材料や建築用断熱材に用いられる。市場における名称に、ヘンプクリート（Hemcrete）、Canobiote、Canosmose、Isochanvreがある。ヘンプクリートは、従来の石灰混合より作業しやすく、また断熱材や調湿建材となる。コンクリートの脆性がないため、エキスパンションジョイントが不要である。
2014年、アメリカの農業法は、精神に作用する成分を含まない品種の栽培を許可した。
典型的な圧縮強度が約1MPaで、住宅品質のコンクリートの約20分の1である。ヘンプクリートの壁は、建築構造において、鉛直荷重を支える他の素材の骨組みと共に用いられる必要がある。ヘンプクリートの密度は、従来のコンクリートの15パーセントになる。ヘンプは成長中に大気からCO2を吸収するため、ヘンプクリートはカーボンネガティブである。
他の植物と同様、麻の農産物は成長し二酸化炭素ガスを吸収し、炭素を保持し酸素を放出する。理論的には、ヘンプクリート壁1立方メートルにつき、数十年の期間にわたって最大165キログラムの炭素を吸収し閉じ込めることが出来る。